# Десять негритят
«Де́сять негритя́т» (англ. Ten Little Niggers) — детективный роман Агаты Кристи, написанный в 1939 году. В англоязычных странах роман издаётся под названием «И никого не стало» (And Then There Were None). Это самая продаваемая книга писательницы и, по её признанию, самая сложная в создании. Роман был экранизирован 8 раз. Входит в «100 лучших детективных романов всех времён».
В 1943 году Агата Кристи написала по роману пьесу с изменённой концовкой, которая с успехом шла в Лондоне и на Бродвее.

## Сюжет
Действие происходит в конце 1930-х годов на небольшом Негритянском острове вблизи побережья Девона. 8 августа восемь абсолютно незнакомых друг с другом людей из разных слоёв общества приезжают на остров по приглашению мистера и миссис А. Н. Оним (Алек Норман Оним и Анна Нэнси Оним, в оригинале - U. N. Owen). Самих Онимов на острове нет, гостей встречает супружеская пара слуг — дворецкий и кухарка. На столе в гостиной стоит поднос с десятью фарфоровыми негритятами, а на стене в комнате у каждого из гостей висит детская считалка, напоминающая «Десять зелёных бутылок».
Десять негритят отправились обедать,

Один поперхнулся, их осталось девять.

Девять негритят, поев, клевали носом,

Один не смог проснуться, их осталось восемь.

Восемь негритят в Девон ушли потом,

Один не возвратился, остались всемером.

Семь негритят дрова рубили вместе,

Зарубил один себя — и осталось шесть их.

Шесть негритят пошли на пасеку гулять,

Одного ужалил шмель, их осталось пять.

Пять негритят судейство учинили,

Засудили одного, осталось их четыре.

Четыре негритёнка пошли купаться в море,

Один попался на приманку, их осталось трое.

Трое негритят в зверинце оказались,

Одного схватил медведь, и вдвоём остались.

Двое негритят легли на солнцепёке,

Один сгорел — и вот один, несчастный, одинокий.

Последний негритёнок поглядел устало,

Он пошёл повесился, и никого не стало.
Когда гости собираются вечером в гостиной на обед, неожиданно раздается резкий громкий голос, который предъявляет всем присутствующим, включая слуг, обвинения в совершённых убийствах.
Вскоре источник голоса обнаруживается: дворецкий Томас Роджерс, по оставленному ему письменному приказу мистера Онима, поставил на граммофон пластинку под названием «Лебединая песня».  Гости начинают подозревать дурную шутку. Выясняется, что никто из присутствующих, включая слуг, лично не встречался с Онимами, а гости приглашены на остров под вымышленными предлогами. Судья Уоргрейв замечает, что прочитанное слитно имя А. Н. Оним звучит как АНОНИМ (то есть «неизвестный») и заявляет, что Оним, скорее всего, — опасный маньяк и убийца.  (В оригинале U. N. Owen звучит как Unknown.)
Все присутствующие, за исключением Филиппа Ломбарда, отрицают свою виновность в предъявленных обвинениях. Гости решают наутро покинуть остров. Но молодой плейбой Энтони Марстон предлагает бросить вызов мистеру Ониму и поднимает за это тост, чтобы тут же упасть замертво: в его бокале с виски оказался цианистый калий (определят доктор Армстронг по запаху). Гости расходятся. Убирая со стола, Роджерс замечает, что со стола исчез один из фарфоровых негритят.
Наутро, 9 августа, Роджерс обнаруживает, что его жена Этель мертва, хотя накануне она выпила лишь лекарство, которое ей дал Армстронг, причем безобидную дозу. Лодка, которая их привезла, против обыкновения, не приплывает, к тому же поднимается буря, и гости застревают на острове. Они начинают умирать один за другим в соответствии с детской считалкой про негритят, фигурки которых исчезают с подноса на столе с каждой смертью.
Доктор Армстронг, Уильям Блор и Филипп Ломбард обыскивают остров и дом, но никого постороннего не обнаруживают.
Генерала Джона Макартура тем же вечером находят убитым на другом конце острова, кто-то ударил его по голове тяжёлым предметом.
Судья Уоргрейв предполагает, что убийца — среди гостей, поскольку больше никого на острове нет. На момент совершения всех трёх убийств ни у кого не было алиби и все остающиеся в живых оказываются под подозрением.
Утром 10 августа дворецкого Роджерса находят зарубленным топором. В то же утро умирает Эмили Брент от укола цианистого калия (и ей подбрасывают шмеля в соответствии со считалкой). Оставшиеся в живых решают обыскать вещи друг друга; при этом выясняется, что исчез револьвер Ломбарда, который тот привёз с собой.
Вечером Вера Клейторн поднимается к себе в комнату и минуту спустя остальные слышат её крики. Мужчины бросаются в комнату Веры и обнаруживают, что она потеряла сознание, потому что испугалась, коснувшись в темноте подвешенных к потолку водорослей. Вернувшись в гостиную, они находят судью Уоргрейва сидящим в кресле, одетым в красную мантию и парик; на лбу видно пулевое отверстие. Армстронг констатирует смерть судьи. Ломбард снова находит револьвер в ящике своего стола.
Этой же ночью Блор замечает, что (как ему кажется) Армстронг покидает дом. Блор и Ломбард отправляются за ним в погоню, но Армстронг исчезает. Теперь оставшиеся уверены, что доктор и есть убийца. Утром 11 августа они выходят из дома и остаются на скале. С помощью зеркала они посылают на большую землю сигнал бедствия, но не получают ответа. Блор возвращается в дом за едой, вскоре Вера и Ломбард слышат странный грохот. Они находят Блора убитым, на его голову сбросили мраморные часы в форме медведя, которые стояли на камине в комнате Веры Клейторн. Затем они находят тело Армстронга, выброшенное на берег приливом.
Остаются только Вера и Ломбард, считающие убийцей друг друга. Вера предлагает Филиппу перенести тело Армстронга подальше от воды, и в это время незаметно вытаскивает у Ломбарда револьвер и пристреливает его. Вера возвращается в дом, уверенная в своей безопасности, заходит в свою комнату и видит закреплённую на потолке петлю и стул под ней. В глубоком шоке от пережитого и увиденного, испытывая угрызения совести от убийства Сирила Хэмилтона (она специально оставила мальчика на берегу без присмотра, так как была влюблена в его дядю Хьюго, лишившегося права на майорат из-за рождения через несколько месяцев после смерти его старшего брата сына). Вера сходит с ума, решает, что Хьюго наблюдает за ней и приказывает совершить самоубийство. Вера поднимается на стул и вешается.

### Эпилог
Сэр Томас Лэгг, заместитель комиссара  Скотленд-Ярда, с негодованием выслушивает рассказ инспектора Мэйна о происшедшем на острове. Полиция, прибывшая на остров после нескольких дней шторма, обнаружила на нем 10 трупов и безуспешно пытается с помощью дневников погибших восстановить хронологию событий и разгадать тайну убийств на Негритянском острове. Мэйн отмечает, что убитые сами были виновны в убийствах, оставшихся безнаказанными, и предполагает, что их убийца решил таким образом восстановить справедливость. Но в конце концов они заходят в тупик, остров до прибытия местных жителей никто не покидал, а все возможные версии произошедшего противоречат фактам:
- Доктор Армстронг убил всех, после чего бросился в море и его тело было прибито к берегу приливом. Однако его тело лежало выше линии прилива, и по его позе было ясно, что кто-то вынес его на берег.
- Филипп Ломбард обрушил часы на голову Блора, заставил Веру повеситься, вернулся на пляж (там было найдено его тело) и застрелился. Однако револьвер лежал на полу в доме перед комнатой судьи Уоргрейва.
- Уильям Блор застрелил Ломбарда и заставил Веру повеситься, после чего обрушил себе на голову часы. Но такой способ самоубийства выглядит крайне необычно. Легг считает Блора прохвостом, Мэйн заявляет, что прекрасно знал Блора, никакого стремления к высшей справедливости у него не было.
- Вера Клейторн застрелила Ломбарда, сбросила на голову Блора часы, а потом повесилась. Но кто-то поднял опрокинутый ею стул и поставил его у стены.

### Признание убийцы
Капитан рыболовного судна «Эмма Джейн» переслал в Скотленд-Ярд найденную бутылку с письмом судьи Уоргрейва. Уоргрейва всегда завлекала романтика, связанная с бросанием писем в бутылках в море, поэтому он написал это письмо, оставив шанс человечеству узнать о произошедшем в действительности. Судья рассказывает, что с детских лет он испытывал жажду убийств, наслаждался, уничтожая садовых вредителей, зачитывался детективами, изобретал различные способы казни. В то же время в нём росло мощное стремление к справедливости, из-за чего он и стал юристом. В последние годы он желал совершить одновременно и убийство, и идеальное преступление, но не отступить от принципа справедливости. Однажды в разговоре он узнал о супружеской чете Роджерсов, погубивших свою хозяйку, и с тех пор стал переводить разговоры чуть ли не каждым собеседником, на тему убийц, по каким-то причинам избежавших наказания. К тому моменту он уже знал, что сам неизлечимо болен, поэтому решил напоследок реализовать свой план.
Уоргрейв отобрал 9 убийц, избежавших возмездия; десятым «негритёнком» стал наркодилер Айзек Моррис, через которого Уоргрейв приобрёл Негритянский остров, организовал запись пластинки и заманил часть жертв. Перед отъездом на остров судья отравил Морриса.
По плану судьи сначала умирали те, кто не способен на осознание своего преступления (Марстон), либо наиболее мучавшиеся угрызениями совести (Этель Роджерс и генерал Макартур). Наиболее циничные преступники должны уйти последними, испытав весь ужас от приближающейся расплаты. После убийства Эмили Брент судья вступил в сговор с Армстронгом, заявив тому, что подозревает Ломбарда. Армстронг помог судье инсценировать смерть, якобы чтобы сбить с толку преступника. Ночью судья выманил Армстронга на берег и столкнул в море. Затем судья сбросил часы на голову Блора, а после того, как Вера застрелила Ломбарда (он чувствовал, что эта хрупкая благовоспитанная девушка, способная убить доверившегося ей ребенка, будет цепляться за жизнь крепче всех и сумеет одолеть военного наёмника Филиппа) подготовил все к тому, чтобы толкнуть её на смерть: прикрепил в её комнате петлю и поставил под ней стул. Убедившись, что Вера повесилась, Уоргрейв поднял упавший стул и поставил его к стене, затем убедился, что тело Армстронга вытащено из воды, поднялся к себе и застрелился, привязав револьвер резинкой к двери и к пенсне, которые подложил под себя. После выстрела резинка отвязалась от двери и повисла на дужке пенсне (и стала похожа на обычный шнурок), а револьвер отлетел в коридор. По расчёту Уоргрейва, когда к телам погибших получат доступ эксперты, время смерти можно будет определить только приблизительно. Уоргрейв указал на несколько подсказок, которые следователи Скотленд-ярда всё же упустили из виду: 1. Полиция могла установить, что Эдвард Ситон, приговорённый Уоргрейвом к казни (якобы из желания свести старые счёты), был виновен по всем уликам, а это значит, что парадоксально невиновный Уоргрейв и был убийцей. 2. Армстронг, попавший согласно считалочке в ловушку, мог довериться только Уоргрейву 3. Пулевая рана во лбу Уоргрейва напоминала каинову печать.

## Персонажи

### «Негритята»
Персонажи представлены в той последовательности, в которой умирали (за исключением Уоргрейва, который инсценировал свою смерть и в действительности умер последним). По замыслу убийцы, первыми должны были погибнуть «наименее виноватые» (в его представлении).
1. Энтони Джеймс Марстон — молодой красивый мужчина, заядлый автомобилист. 11 февраля «прошлого года»[4] задавил на машине двух детей, Джона и Люси Комбс, однако друзья Марстона дали показания в его пользу и гибель детей была признана несчастным случаем. На остров попал, получив письмо от имени своего старого приятеля Беркли. Совершенно не видел ничего предосудительного в своем поступке и не мучился угрызениями совести. Отравлен в первый день вечером цианистым калием.
2. Этель Роджерс — жена Томаса Роджерса, кухарка и горничная. 6 мая 1929 года супруги Роджерсы не дали лекарство своей тяжелобольной пожилой хозяйке Дженнифер Брейди, она умерла, оставив своим слугам в наследство некоторую сумму денег. На остров прибыла с мужем как нанятый персонал. Постоянно пребывала в страхе, после предъявления обвинения упала в обморок. По мнению Уоргрейва, на преступление пошла скорее под нажимом мужа. Отравлена в первую ночь большой дозой снотворного (хлоралгидрата).
3. Джон Гордон Макартур — пожилой генерал. 4 января 1917 года, во время войны, отправил на верную смерть своего подчинённого Артура Ричмонда, когда узнал, что тот вступил в связь с его женой Лесли. На остров был приглашён якобы старым армейским товарищем. После смерти Ричмонда, Лесли отдалилась от мужа, возможно, догадавшись в том, что произошло. Мучился угрызениями совести и готовился к скорому концу с облегчением. Убит на второй день около полудня ударом по голове.
4. Томас Роджерс — дворецкий и лакей. Служа у пожилой больной женщины Дженнифер Брейди, не дал ей вовремя лекарство и она умерла, оставив супругам Роджерсам некоторую сумму денег. Нанят мистером Онимом как персонал через агентство. Зарублен топором на утро третьего дня.
5. Эмили Каролина Брент — старая дева, дочь полковника. Гордится своими принципами и викторианскими моральными качествами, религиозна. Выгнала из дома юную служанку Беатрису Тейлор, узнав, что та забеременела вне брака; девушка в итоге утопилась (согласно записи на пластинке, это произошло 5 ноября 1931 года). На остров попала по приглашению, как полагала, дальней знакомой, и поехала, будучи ограниченной в средствах, с целью сэкономить. Не испытывала никаких угрызений совести, полагая, что поступила правильно, не помогая грешнице-прелюбодейке. Убита на третий день после завтрака уколом цианистого калия.
6. Лоуренс Джон Уоргрейв  — старый судья в отставке. 10 июня 1930 года председательствовал на процессе по делу Эдварда Ситона, обвинявшегося в убийстве доверившейся ему пожилой женщины. По мнению многих, присяжные должны были оправдать Ситона, производившего благоприятное впечатление на них, но Уоргрейв так повёл дело, что коллегия вынесла вердикт «виновен» и Уоргрейв приговорил Ситона к казни. На остров был приглашен от имени своей давней знакомой Констанции Калмингтон. Уоргрейв «погибает» вечером третьего дня якобы от пули в лоб (выпущенной, как предполагают остальные, из пропавшего револьвера Ломбарда), но на самом деле — последним (вечером четвёртого дня), так как именно он и является убийцей. Неопровержимые доказательства виновности Ситона были найдены после его казни.
7. Эдуард Джордж Армстронг — успешный врач с Харли-стрит. 14 марта 1925 года будучи сильно пьяным оперировал пожилую женщину Луизу Мэри Клиис. Пустяковая операция привела к гибели пациентки. Он чудом выпутался из скандала, забросил выпивку, стал модным, преуспевающим врачом. Приглашён на остров в качестве врача за солидный гонорар. Уоргрейв предложил ему союз, Армстронг должен был подтвердить смерть судьи, чтобы тот мог тайно наблюдать за остальными. На третью ночь судья выманил его на берег и столкнул с обрыва в море.
8. Уильям Генри Блор — полицейский инспектор в отставке. Во время службы был известен своей нечистоплотностью, за взятку от банды дал ложные показания в суде, что привело к осуждению невиновного Джеймса Лэндора, который умер на каторге через год (10 октября 1928 года). После отставки работал частным детективом. Приглашён через Айзека Морриса якобы для охраны драгоценностей миссис Оним за солидный гонорар. При первой встрече представился всем мистером Дейвисом. Убит после завтрака на четвёртый день, ему на голову были сброшены тяжёлые мраморные часы в форме медведя.
9. Филипп Ломбард — капитан в отставке, наемник, авантюрист. В феврале 1932 года, заблудившись в буше, бежал со своими подручными, захватив всю провизию, тем самым обрекая на верную смерть сопровождавших его 20 туземцев из восточно-африканского племени. Ради заработка брался за сомнительные, рискованные и опасные дела. Айзек Моррис нанял его для того, чтобы тот отправился на Негритянский остров и «держал ухо востро». Взял с собой револьвер, из которого на четвёртый день около полудня его самого застрелила Вера Клейторн. Единственный, кто заподозрил Уоргрейва.
10. Вера Элизабет Клейторн — молодая, привлекательная девушка; учительница гимнастики в школе для девочек, подрабатывающая во время каникул секретарём. За несколько лет до описываемых событий была няней мальчика Сирила Хэмилтона. В доме Хэмилтонов она познакомилась с Хьюго, дядей Сирила, который влюбился в Веру, но из-за отсутствия у него денег не мог сделать ей предложение: семейное состояние представляло собой майорат и перешло после смерти старшего брата Хьюго к рожденного через несколько месяцев его вдовой сыну, если бы родилась девочка, то деньги достались бы Хьюго. Вера решила устранить Сирила, стоявшего на пути их с Хьюго счастья. 11 августа 1935 года она разрешила своему воспитаннику поплыть к скале в открытом море, подгадав отсутствие Хьюго и заняв внимание матери Сирила разговором. Мальчик утонул, а бросившаяся «на помощь» Вера «не успела» доплыть и тоже «едва не погибла». Все, кроме Хьюго, поверили в несчастный случай и были добры к Вере, следствие её полностью оправдало. Хьюго же, осознав, что Вера убила мальчика ради него, не нашел в себе сил обвинить её, но оставил девушку и проводил время, пытаясь заглушить алкоголем горькие мысли. Во время одного из пьяных вечеров рассказал случайному собеседнику, Уоргрейву, о девушке, утопившей ребёнка ради любви. Вера нанята через агентство в качестве секретаря Онимов. Покончила с собой (повесилась) вечером четвёртого дня.

### Второстепенные персонажи[5]
- Фред Нарракотт — рулевой лодки, привозит гостей на остров. Получил от Айзека Морриса инструкцию не возвращаться на остров и не реагировать на сигналы о помощи (под предлогом того, что гости заключили пари и должны были прожить на острове одну неделю), но, заметив сигналы бедствия утром 11 августа, всё-таки отправился на помощь. Из-за шторма смог прибыть на остров только утром 12 августа. Обнаружил тела убитых.
- Айзек Моррис — поверенный с сомнительной репутацией. Связан с распространением наркотиков, подсадил на них дочь одного из друзей Уоргрейва, совсем молоденькую девушку, которая погибла от передозировки. За это был приговорён судьёй Уоргрейвом к смерти, став неочевидным, скрытым «негритёнком». За вознаграждение (при этом не зная целей Уоргрейва) участвовал в заманивании на остров остальных жертв. Как мистер Оним нанял через агентство персонала супругов Роджерсов и Веру Клейторн, а также посредством письма и приложенного к нему чека — доктора Армстронга. От своего имени пригласил на остров Уильяма Блора и Филиппа Ломбарда. Также приобрёл для Уоргрейва сам Негритянский остров на подставное лицо, дал инструкции Фреду Нарракотту, отправил заказ на изготовление пластинки. Погиб от яда, который под видом лекарства подсунул ему Уоргрейв.
- Сирил Хэмилтон — мальчик, подопечный Веры Клейторн. Долго выпрашивал у неё разрешение поплыть к скале, и когда она ему разрешила, не рассчитал силы и утонул.
- Хьюго Хэмилтон — молодой человек, дядя Сирила Хэмилтона. Появление на свет Сирила лишило Хьюго титула и состояния, но Хьюго искренне любил мальчика и жалел лишь о том, что ему нечего предложить Вере, в которую он влюбился. После убийства Хьюго, бросив единственный взгляд на Веру, сразу понял, что произошло, и в ужасе прекратил с ней все отношения. Уоргрейв встретил его на борту корабля, пересекавшего Атлантику, и налегавший на выпивку Хьюго рассказал судье об этом преступлении.
- Инспектор Мэйн — расследует убийства на острове в эпилоге романа.
- Сэр Томас Легг — помощник комиссара Скотленд-Ярда.
- Старый моряк.
- Работник станции.

## Публикация

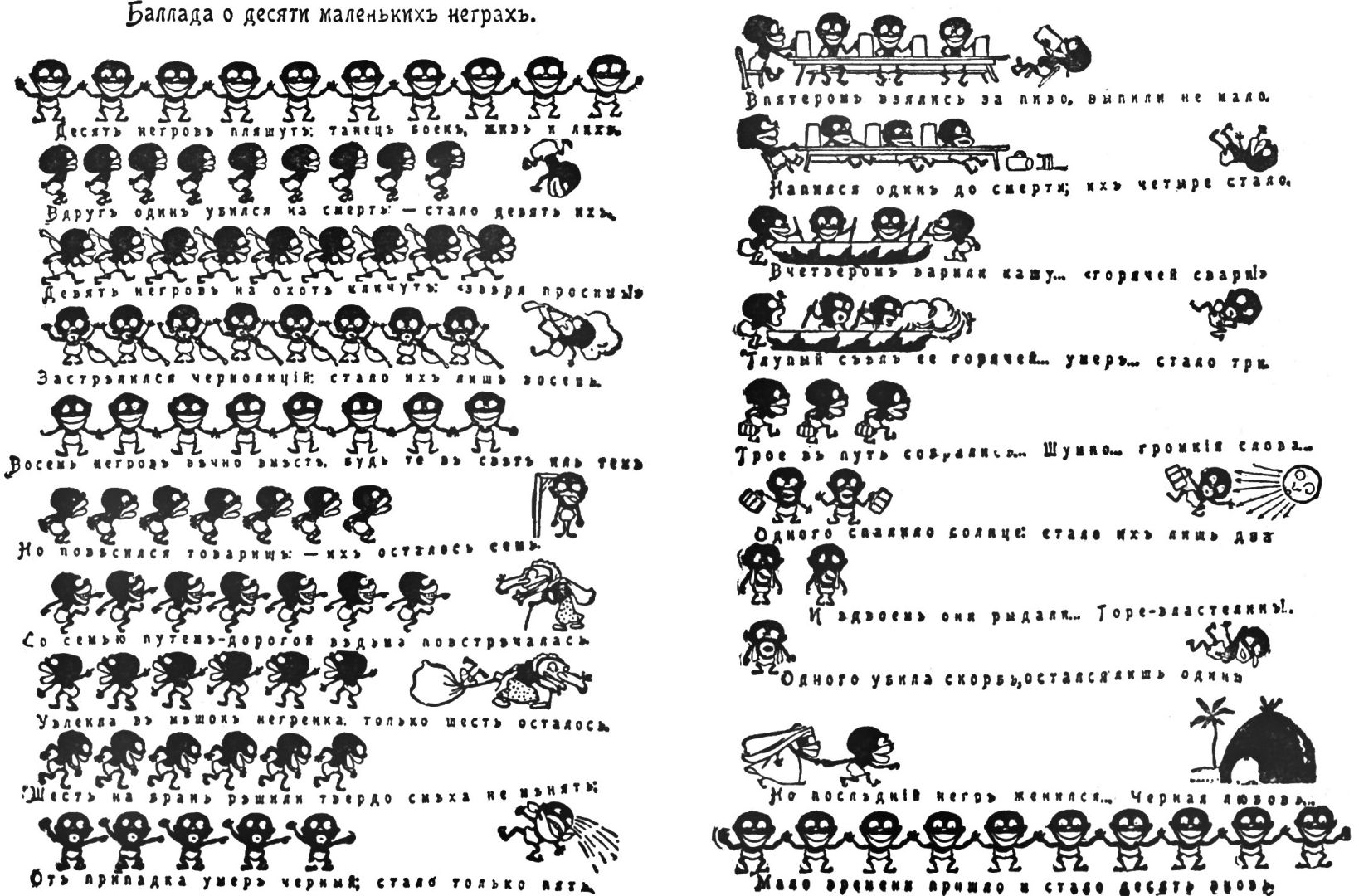
Один из ранних переводов стихотворения (под названием «Баллада о десяти маленьких неграх»), опубликованный в журнале «Огонёк» в 1903 году

Первая публикация романа состоялась в американском журнале The Saturday Evening Post с 20 мая по 1 июля 1939 года (в семи частях) и параллельно в британском журнале Daily Express с 6 июня по 1 июля того же года (в 23-х частях). Отдельным изданием роман был выпущен 6 ноября 1939 года в Великобритании и в январе 1940 года в США. Британский выпуск продавался в рознице за семь шиллингов и семь пенсов, американский — за два доллара.
Из соображений политкорректности в США роман был издан под названием «И никого не стало» (And Then There Were None), а все слова «негритята» в тексте были заменены на «маленькие индейцы».
Во Франции роман был переименован из-за расизма в 2020 году. Правообладатель, правнук писательницы Джеймс Причард, изменил название французского издания на «Их было десять» (Ils étaient dix). По его словам, будь писательница жива, ей бы не понравилось, что какие-то из её выражений оскорбляют людей: «Мы больше не должны использовать термины, которые могут ранить. Это поведение, которого следует придерживаться в 2020 году. <…> Я почти уверен, что первоначальное название никогда не использовалось в США. В Великобритании оно было изменено в 1980-х годах, а сегодня мы меняем его повсюду».
На русском языке роман был впервые издан в  1965 году в журнале «Сельская молодёжь» (в четырёх номерах).
Позже роман был напечатан в 1987 году издательствами «Прейскурантиздат» и «СП МИГ-MPG», и был выполнен Станиславом Никоненко и Николаем Уманцем, однако этот перевод имел сокращения. Спустя год  Новосибирское книжное издательство выпустило сборник «Дорогами приключений», в который вошёл полный перевод романа, выполненный Ларисой Беспаловой. Этот перевод оказался очень популярен и к 2016 году выдержал 27 переизданий. Вторым по популярности является перевод Натальи Екимовой, изданный издательством «Эксмо» в 2015 году (за последующие семь лет он выдержал 17 переизданий).

## Адаптации

### Пьеса
В 1943 году Агата Кристи написала по роману пьесу из трёх актов. В Великобритании пьеса была поставлена под оригинальным названием, тогда как в США она содержала всё те же политкорректные правки, что и американское издание романа. Пьеса ставилась в Лондоне режиссёром Ирен Хентсчел. Премьера состоялась в театре «Нью Уимблдон» 20 сентября 1943 года, после чего 17 ноября того же года перешла на Уэс-Энд в театр Сент-Джеймса. Пьеса получила хорошие отзывы и выдержала 260 представлений до 24 февраля 1944 года, когда в театр попала бомба. Тогда 29 февраля постановка была перенесена в Кембриджский театр и шла там до 6 мая, после чего 9 мая снова вернулась в Сент-Джеймс и окончательно закрылась 1 июля.
Пьеса также была поставлена на Бродвее в театре Бродхерст режиссёром Альбертом де Корвиллом, но уже под названием «Десять маленьких индейцев». Премьера состоялась 27 июня 1944 года, а 6 января 1945 года постановка перешла в Плимутский театр и шла там до 30 июня. Всего на Бродвее было выдержано 426 представлений.
Из постановочных соображений в пьесе изменены имена некоторых персонажей (в частности, фамилия генерала была Маккензи, а не Макартур; возможно, для избежания аналогий с героем Второй мировой войны, американским генералом Дугласом Макартуром) и их преступления. Филипп Ломбард и Вера Клейторн оказываются невиновными, Ломбард оставил своим туземцам оружие и продукты, а сам пошёл за помощью, но не смог вовремя вернуться, а Сирила Хэмилтона (подопечного Веры) сам отпустил в море его дядя Хьюго. В отличие от романа, пьеса заканчивается по-другому, Вера, сама того не ведая, не убивает Ломбарда, когда стреляет в него, после чего сталкивается с убийцей (личность убийцы не была изменена). Уоргрейв раскрывает ей замысел своего преступления и собирается её повесить, несмотря на её невиновность. Но Ломбард убивает судью из револьвера, который Вера роняет после того, как думает, что убила его. Филипп и Вера вспоминают другой конец считалки — «он пошёл жениться, и никого не стало», целуются, и на этом пьеса заканчивается.

### Экранизации

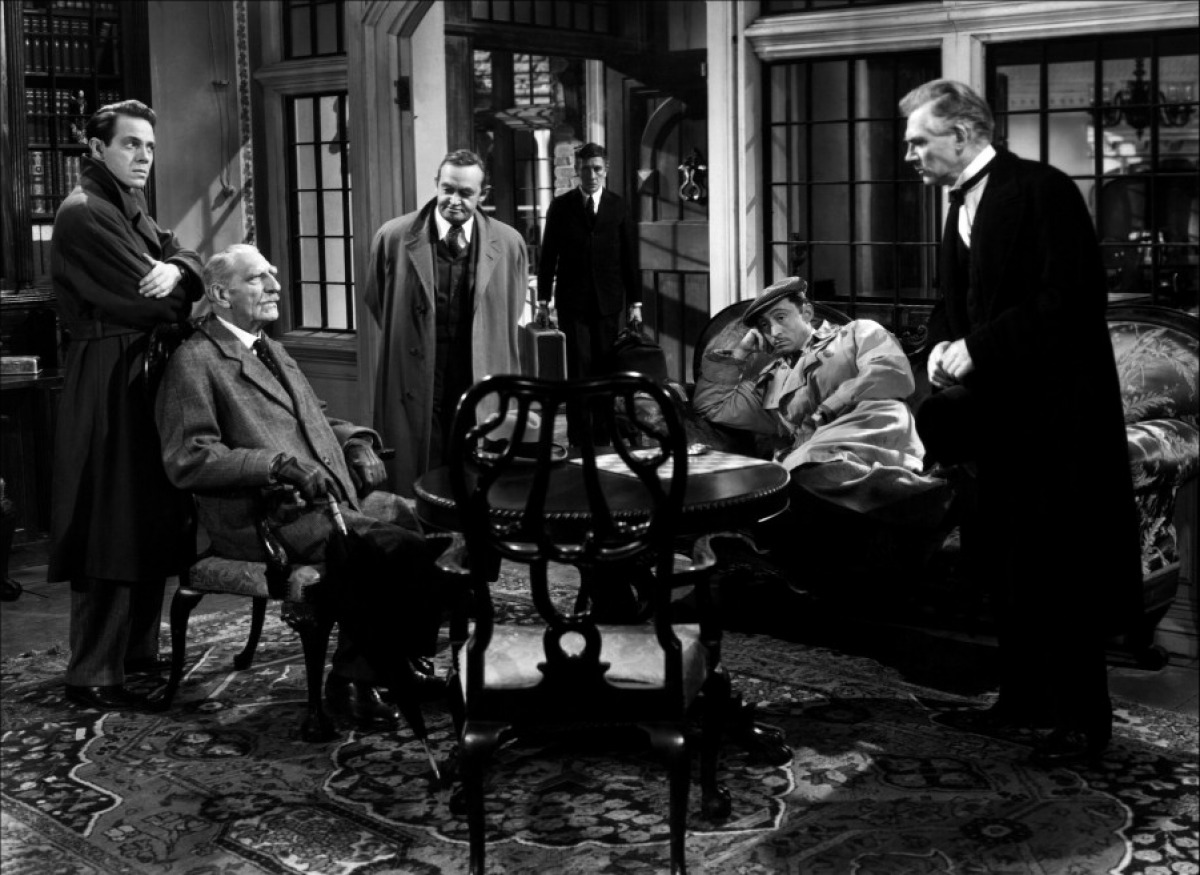
Кадр из фильма «И не осталось никого»

Роман экранизировался 8 раз. Первой экранизацией стал американский фильм «И не осталось никого», снятый в 1945 году классиком французского кино Рене Клером, ставший единственным детективом в его творчестве. Основным отличием от романа стала концовка, переделанная под хэппи-энд на основе той, что Агата Кристи написала для пьесы, только с одним отличием — Ломбард заранее предлагает Вере фальсифицировать его убийство, после чего Вера намеренно стреляет мимо Ломбарда, так как они стоят за пределами дома, и убийца из окна не может услышать, о чём они говорили. В остальном же были изменены и преступление Веры с биографией Ломбарда — Вера подозревается в смерти мужа своей сестры (однако с самого начала говорит, что не имеет к этому никакого отношения), а Ломбард в финале признаётся, что на самом деле он не Филипп Ломбард, а его друг Чарльз Морли, и что настоящий Филипп Ломбард покончил с собой, но Чарльз нашёл его приглашение на Негритянский остров и приехал на остров под его именем, думая, что это поможет раскрыть тайну его самоубийства. В самой же пьесе Ломбард остаётся Ломбардом, а преступления, в которых обвиняются Вера и Филипп, идентичны преступлениям в романе, но их вина в них крайне косвенная.
Последующие экранизации (1959, 1965, 1974 и 1989) либо использовали ту же самую концовку, либо в целом основывались именно на пьесе, а не на романе. Только советский двухсерийный фильм «Десять негритят» режиссёра Станислава Говорухина (1987) использовал оригинальное название романа и полностью соответствовал сюжетной линии с мрачной концовкой, за исключением мотива судьи Уоргрейва — в романе самоубийством он желал избавить себя от грядущих мучений смертельной болезни, тогда как в фильме карает самого себя.
Сценарист фильма «Дьявол» (2010)  М. Найт Шьямалан признал, что сюжет картины был позаимствован из романа «Десять негритят» Агаты Кристи. В фильме «Дьявол», как и в романе, группа людей с тёмным прошлым оказывается заперта на изолированной территории, а затем они начинают умирать один за другим.
В декабре 2015 года на телеканале BBC One вышел трёхсерийный мини-сериал «И никого не стало», который стал первой англоязычной экранизацией, использовавшей оригинальную концовку романа. Остров назван (в русском переводе) Солдатским, в стихотворении также фигурируют десять солдат, а фигурки на столе — абстрактные человечки из светло-зелёного нефрита.
Роман, наряду с фильмом «Я всё ещё знаю, что вы сделали прошлым летом», стал источником вдохновения специального эпизода «Хэллоуин» (2016) телесериала «Крик».
В 2020 году режиссёр Паскаль Ложье снял мини-сериал «Их было десять» по мотивам романа Агаты Кристи.

### Компьютерная игра
В октябре 2005 года вышла компьютерная игра Agatha Christie: And Then There Were None по мотивам романа, известная в России как «Агата Кристи: И никого не стало» (локализована компанией «Акелла» в марте 2006 года). Игра была создана фирмой AWE Games, The Adventure Company. Представляет собой квест с элементами детектива. В отличие от романа и иных адаптаций, в игре задействованы не десять негритят и даже не десять индейцев, а десять морячков (суть считалки при этом остаётся прежней). Также сохранены все оригинальные персонажи и их имена.
Главным героем игры является Патрик Нарракотт, брат Фреда Нарракотта (в романе персонажем с таким именем является рулевой лодки, который доставляет гостей на остров). Название «Негритянский остров» было заменено на «Остров кораблекрушения». У игры — четыре концовки, каждая из которых не имеет ничего общего ни с романом, ни с другими адаптациями (впрочем, после окончания игры показывается так называемая «альтернативная» концовка, осуществить которую помешало появление Нарракотта; эта концовка полностью совпадает с романом). Личность убийцы также изменена.